# Moviment Social Republicà
El Moviment Social Republicà (MSR) fou un partit polític espanyol creat el 1999 amb seu a Barcelona, i d'ideologia identitària, populista i d'extrema-dreta. És el membre espanyol de l'Aliança dels Moviments Nacionals Europeus. El seu origen cal remuntar al d'Alternativa Europea i a una associació anomenada Vèrtex Social. El partit es va dissoldre en 2018.

## Qualificació ideològica
El Moviment Social Republicà ha estat qualificat tant de neonazi com de neofeixista. L'organització es defineix a si mateixa «com una entitat nacional-revolucionària els eixos d'acció política dels quals són: la Nació, la República i la Socialització». El seu antic líder, Juan Antonio Llopart, es va definir en una entrevista «seguidor de la línia de Strasser», membre de l'anomenada «ala esquerra» del NSDAP alemany.

## Història

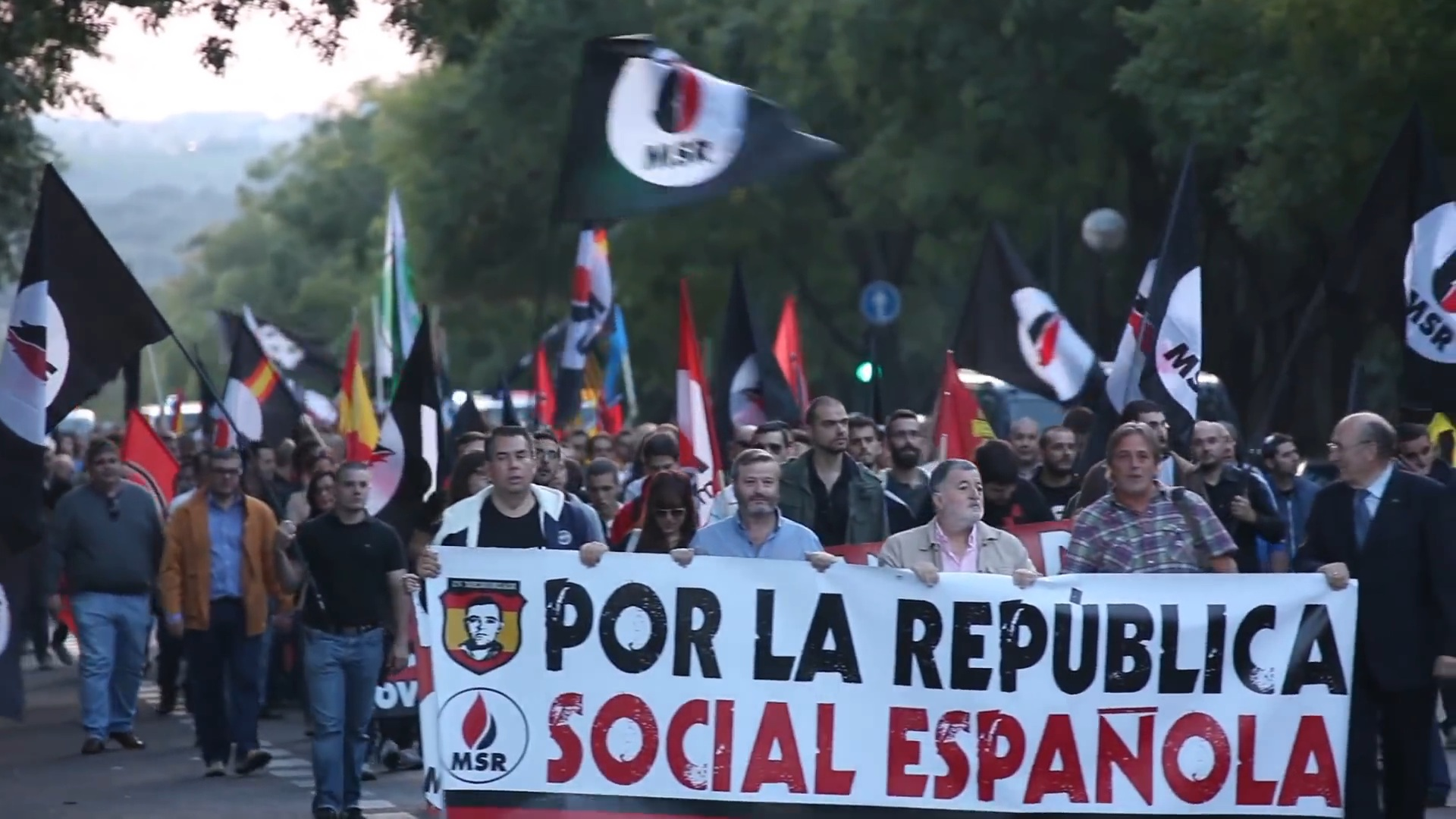
Manifestació convocada per l'MSR amb motiu del Dia de la Hispanitat de 2013 a Madrid.

El Moviment Social Republicà es va nodrir en la seva creació de membres d'Alternativa Europea, un partit neonazi afí a postures nacional-bolxevics. La formació va dur en les seves llistes electorals per a les eleccions generals de 2004 a 17 militants de l'organització nazi Blood & Honour, il·legalitzada per «associació il·lícita» i tinença d'armes.
El 2012 una part dels implicats en l'agressió a un menor a Manresa estava vinculada a l'MSR, segons el sumari del cas. El 2 d'abril de 2014 militants de la branca juvenil del partit, Lliga Jove, van atacar un acte de suport a les víctimes de la dictadura franquista a la Universitat Complutense de Madrid, llançant quaderns, paraigües, cadires, taules i objectes d'una exposició, on van exhibir una bandera d'Espanya i van proferir amenaces. Un dels activistes per la memòria presents en els fets va ser colpejat amb una cadira causant-li un hematoma. Unes setmanes abans havien tractat de boicotejar un acte a la Universitat Autònoma de Madrid en què intervenia Ada Colau com a portaveu de la Plataforma d'Afectats per la Hipoteca, proferint crits, insults i amenaces.
El 10 de juny de 2014, diversos membres de l'organització juvenil Lliga Jove van ser detinguts després d'una denúncia del Sindicat d'Estudiants, en la qual alertava de l'escalada d'agressions que patien col·lectius estudiantils i organitzacions d'esquerres.
També el 2014, simpatitzants del partit van participar al costat d'altres persones afins a l'extrema dreta a l'ocupació el 18 d'agost d'un edifici del districte madrileny de Tetuan rebatejat coma «Llar Social Ramiro Ledesma». Els ocupants d'aquest local van declarar que la seva intenció era oferir «recer i aliment (exclusivament) a espanyols», si bé aquest grup no considerava la possibilitat que existissin espanyols negres o homosexuals. Tot això va provocar diverses mobilitzacions convocades pels veïns contra l'ocupació de l'edifici, així com una denúncia del Moviment contra la Intolerància, que va sol·licitar la intervenció de la Fiscalia de delictes d'odi enfront del que va qualificar com un «delicte de discriminació». Després de diverses denúncies d'agressions a immigrants i joves d'esquerres al districte, atribuïdes a aquest grup, i una baralla amb radicals d'esquerra, la Policia va elaborar un informe per al desallotjament urgent de l'edifici. Després de donar l'ordre el jutge, el centre va ser desallotjat finalment per la policia el 19 de setembre de 2014.

## Relacions internacionals
El novembre de 2009 el Partit Nacional Britànic va afirmar que l'Aliança dels Moviments Nacionals Europeus (AENM) comprenia nou partits polítics de tot Europa, entre els quals es trobava el Moviment Social Republicà. En un comunicat de premsa de l'AENM publicat per Fiamma Tricolore el 2010 s'afirmava que l'MSR era un dels integrants de l'aliança. No obstant això, aquesta informació no va ser confirmada el 2012 pel llavors president de l'AENM, Bruno Gollnisch, del Front Nacional francès, que va citar als representants espanyols però com a «persones físiques».
El 2014 van mostrar el seu suport a Alba Daurada, que no obstant això va pertànyer al Front Nacional Europeu, en la campanya de les eleccions europees d'aquest any.

## Resultats electorals
L'MSR es va presentar a les eleccions generals espanyoles de 2004, en què va obtenir 6768 vots (0,03%). El 2008 va decidir no presentar candidatures. Sí presentar candidatura a les eleccions al Parlament Europeu de 2009, en què va obtenir 6.009 vots (el 0,04%). En les eleccions generals espanyoles de 2011 tampoc es va presentar.
A les eleccions municipals de 2011, els resultats de l'MSR no apareixen en el llistat facilitat per la web del Ministeri de l'Interior, per la qual cosa s'inclouen entre l'apartat denominat «resta» en què s'engloba a les candidatures que van quedar per sota del 0,02%. Tanmateix, va aconseguir un regidor pel municipi d'Heras de Ayuso, a la província de Guadalajara, de 260 habitants.
També va concórrer a les eleccions al Parlament Europeu de 2014, amb Juan Antonio Llopart Senent com a cap de llista. Va obtenir 8875 vots (el 0,05%).